# بيفيرلي دي أنجيلو
بيفرلي هيذر دي أنجيلو (بالإنجليزية: Beverly D'Angelo)‏ (ولدت في 15 نوفمبر 1951) ممثلة ومغنية أمريكية، لعبت دور البطولة في فيلم لامبون فاكيشون (1983-2015)., ظهرت في أكثر من 60 فيلما، وتم ترشيحها لجائزة غولدن غلوب عن دورها ك باتسي كلاين في ابنة عامل المناجم (1980) ، و جائزة إيمي لدورها ستيلا كوالسكي في الفيلم التلفزيوني
ستريكتار نامد ديزاير (1984). وتشمل أدوارها الأخرى ظهورها في فيلم في الشعر (1979), في دور «دوريس فينيارد» في
فيلم التاريخ الأمريكي إكس (1998).

## نشأتها
ممثلة أمريكية ولدت 15 نوفمبر, 1951 في كولومبوس، أوهايو لأبوين الموسيقية. والدتها لعبت على الكمان ولعب الدها باس. درست صوت عندما كانت صغيرة ولكن سرعان ما تخلى عنها لتصبح ممثلة.

## مسيرتها المهنية
ظهرت للمرة الأولى على خشبة المسرح في عام 1975 أداء في زينجر، ثم لعب أوفيليا في مسرحية غنائية في مدينة نيويورك بعنوان Rockabye هاملت.العديد من الأدوار في حياتها طويلة مهنة التمثيل شاركت التمثيل مهنة في أواخر 1970 ، وذلك بفضل أدوار في أفلام كبيرة مثل قاعة آني، وهو بكل وسيلة ولكن فضفاض وابنة عامل المنجم. ومع ذلك، جاء أكبر اختراق لها في عام 1983 عندما لعبت أول دور الذي طالت معاناته ولكن متفائل إلين جريسوولد المعاكس تشيفي تشيس في عطلة وطنية الهجاء، وهو دور كانت مكرر ثلاث مرات على مدى السنوات ال 14 المقبلة، وتنتهي مع 1997 في لاس عطلة. جنبا إلى جنب مع العديد من الأفلام الأخرى، كان لها دور بارز في التاريخ الأميركي X مع إدوارد نورتون . على شاشة التلفزيون، بيفرلي دانجيلو له ثلاث مرات لعبت الشخصيات المتكررة. وكان الدور الأول كما Lurleen مبكين على الحلقة 1992 من عائلة سمبسون، التي قالت انها مكرر في عام 2008. كما لعبت محامي الدفاع في عدد من الحلقات القانون والنظام: SVU. أخيرا، وقالت انها لعبت باربرا «بابس» ميلر، معلمه وشريك تجاري آري جولد، وعلى حاشية اتش بي أو.

## روابط خارجية
- بيفيرلي دي أنجيلو على موقع IMDb (الإنجليزية)
- بيفيرلي دي أنجيلو على موقع روتن توميتوز (الإنجليزية)
- بيفيرلي دي أنجيلو على موقع ألو سيني (الفرنسية)
- بيفيرلي دي أنجيلو على موقع ميوزك برينز (الإنجليزية)
- بيفيرلي دي أنجيلو على موقع أول موفي (الإنجليزية)
- بيفيرلي دي أنجيلو على موقع قاعدة بيانات برودواي على الإنترنت (الإنجليزية)
- بيفيرلي دي أنجيلو على موقع قاعدة بيانات الأفلام السويدية (السويدية)
- بيفيرلي دي أنجيلو على موقع إن إن دي بي (الإنجليزية)
- بيفيرلي دي أنجيلو على موقع ديسكوغز (الإنجليزية)
- بيفيرلي دي أنجيلو على موقع قاعدة بيانات الفيلم (الإنجليزية)